# Chaerophyllum macrospermum
Chaerophyllum macrospermum är en flockblommig växtart som först beskrevs av Spreng., och fick sitt nu gällande namn av Fisch. och Carl Anton von Meyer. Chaerophyllum macrospermum ingår i släktet rotkörvlar, och familjen flockblommiga växter. Inga underarter finns listade i Catalogue of Life.